# Centrobasket 2012
El XXIII Centrobasket 2012, també conegut com el Campionat de bàsquet de Centreamèrica i el Carib, va ser el 23è campionat regional de la FIBA Americas per Centreamèrica i la subzona del Carib. Les 4 millors seleccions van classificar per al Campionat FIBA Americas de 2013. El campionat es va dur a terme a Hato Rei, Puerto Rico del 18 al 24 de juny de 2012.
El campió va ser la República Dominicana en derrotar en la final a Puerto Rico per 80-72. La medalla de bronze, la va guanyar Jamaica en derrotar a Panamà per 78-54.

## Equips
- Bahames
- Costa Rica
- Cuba
- República Dominicana
- I. Verges Nord-americanes
- Jamaica
- Mèxic
- Nicaragua
- Panamà
- Puerto Rico (amfitrió)

### Suspensió de Panamà
En 2013, FIBA va suspendre a la federació panamenya.